# ジョン・ルクミ
ジョン・ハネル・ルクミ・ボニージャ（Jhon Janer Lucumí Bonilla  ,  1998年6月26日 - ）は、コロンビア・バジェ・デル・カウカ県サンティアゴ・デ・カリ出身のプロサッカー選手。セリエA・ボローニャFC所属。ポジションはDF (CB)。

## 来歴
2007年にデポルティーボ・カリのアカデミーに入団。2015年9月26日の国内リーグカテゴリア・プリメーラAのコルトゥルア戦でプロデビューし、2-1で勝利。以降出場機会が増え、コパ・リベルタドーレスなどにも出場。2018年シーズンはリーグ戦18試合に出場した。
2018年7月18日、ベルギー・ファースト・ディビジョンAのKRCヘンクへの移籍が決定。同月26日のUEFAヨーロッパリーグ予備予選のCSフォラ・エシュ戦で、移籍後初出場した。
2022年8月18日、ボローニャFCに完全移籍。

## 代表経歴
2015年にパラグアイで開催された南米U-17選手権に、U-17のコロンビア代表として出場。2018年8月27日には、9月開催の国際Aマッチにメンバーに招集されたものの、ベネズエラ戦、アルゼンチン戦とも出場機会なしに終わり、2019年3月の東アジア遠征（韓国戦、日本戦）は招集外に終わった。